# Asparagus dauricus
Asparagus dauricus — вид рослин із родини холодкових (Asparagaceae).

## Біоморфологічна характеристика
Це неозброєна, прямовисна, дводомна, багаторічна трав'яниста рослина з сильно розгалуженими стеблами заввишки 30–80 см, що виростає з тонкого кореневища. Стебла смугасті; гілки смугасті. Листова шпора коротка, не колюча. Кладодії в пучках по 1–6, злегка сплощені, неправильно-жолобчасті, досить м'які, 10–40(50) × ≈ 0.6 мм. Суцвіття розвиваються після кладодій. Квіти обох статей парні. Чоловічі квітки: квітконіжка 3–5 мм; оцвітина жовтувато-зелена, ≈ 4 мм. Жіночі квітки: квітконіжка ≈ 2 мм; оцвітина ≈ 1.5 мм. Ягода 6–7 мм у діаметрі, 2–4(6)-насінна. Період цвітіння: травень і червень; період плодоношення: серпень і вересень.

## Середовище проживання
Поширений на сході Азії — сх. Китай, Корея, пд.-сх. Сибір.
Населяє піщані пустки, посушливі схили; від приблизно рівня моря до 2200 метрів.

## Використання
Молоді пагони є їстівними.